# 吕悦云
吕悦云（？—），中国足球运动员，中国国家女子足球队成员。曾代表中国参加2013年亚足联U19女子锦标赛、2018年亚足联女子亚洲杯。